# Álftanes

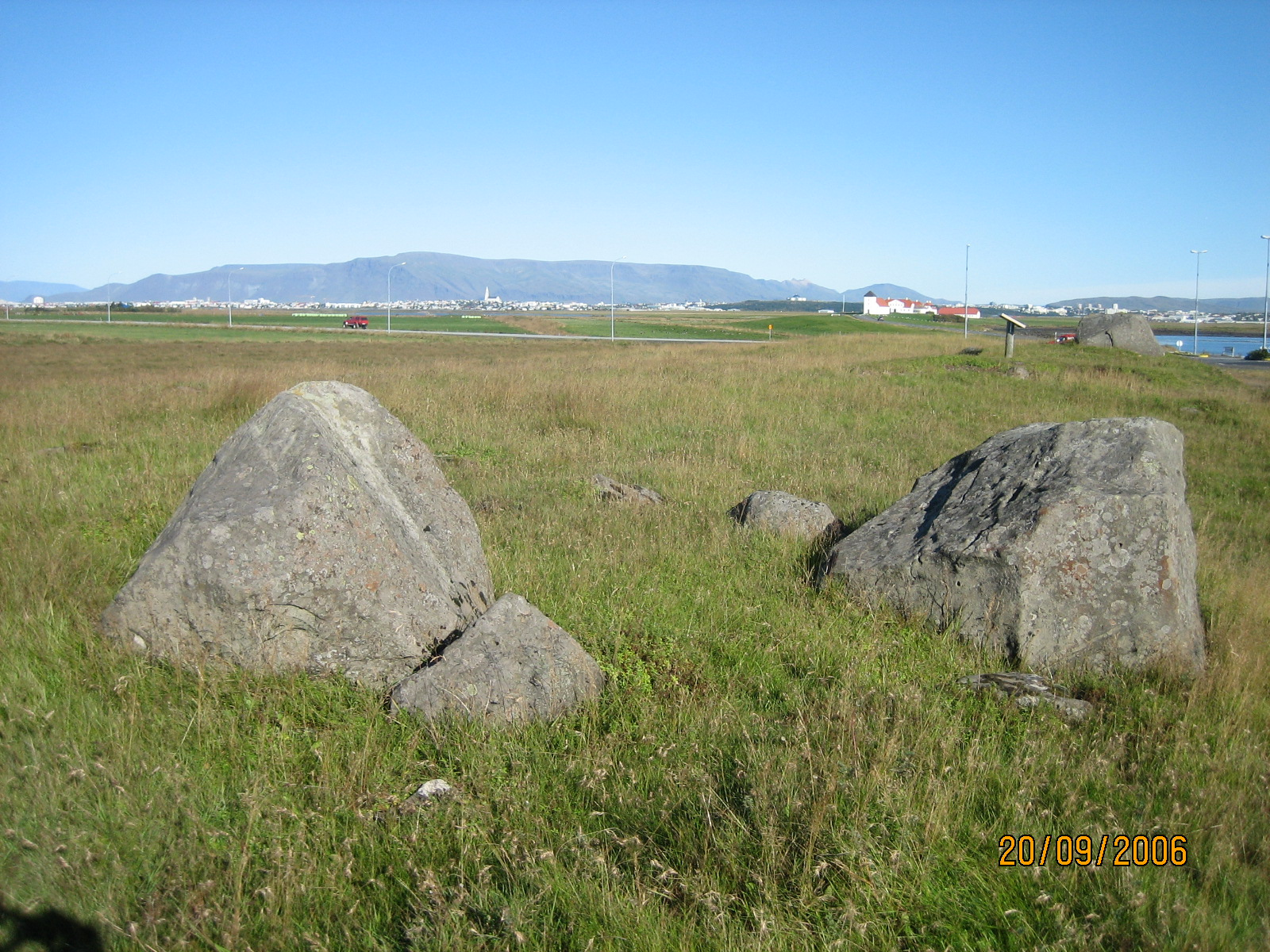
Álftanes

Die Gemeinde Álftanes (['aul̥taˌnɛːs], isländisch Sveitarfélagið Álftanes) war bis 31. Dezember 2012 eine der Gemeinden Islands. Sie lag in der Hauptstadtregion (Höfuðborgarsvæðið) der Hauptstadt Reykjavík. Seit 2013 ist Álftanes ein Teil von Garðabær.
Am 1. Januar 2011 hatte die Gemeinde 2484 Einwohner. Die Fläche der Gemeinde betrug 5 km². Hier liegt Bessastaðir, Amtssitz des isländischen Staatsoberhauptes.

## Name
Der Name rührt teilweise vom ursprünglichen Besiedelungsort, einer Landzunge (isl. nes) her. álft entspricht dem deutschen Wort Schwan. Der Name bedeutet also Schwanenhalbinsel.

## Lage
Die Halbinsel Álftanes und damit die Gemeinde liegt zwischen den Fjorden Hafnarfjörður (Fjord) im Süden und Skerjafjörður im Norden.
Angrenzende Gemeinden sind im Süden Hafnarfjörður, im Westen Garðabær und Kópavogur, jenseits des Skerjafjörður im Nordwesten Reykjavík und im Norden Seltjarnarnes.

## Geologie
Quer über die Halbinsel erstreckt sich eine Moräne. Diese zeigt die weiteste Ausdehnung isländischer Gletscher während der Eiszeit an. Sie stammt aus der Jüngeren Dryaszeit und ist etwa 10.200 Jahre alt.

## Geschichte
Schon der offizielle erste Siedler Islands Ingólfur Arnarson, soll Anspruch auf den Grund erhoben haben.
Das Land um Álftanes war in der Vergangenheit dicht besiedelt. In früherer Zeit galt es als bekannter Fischerort.

### Bessastaðir

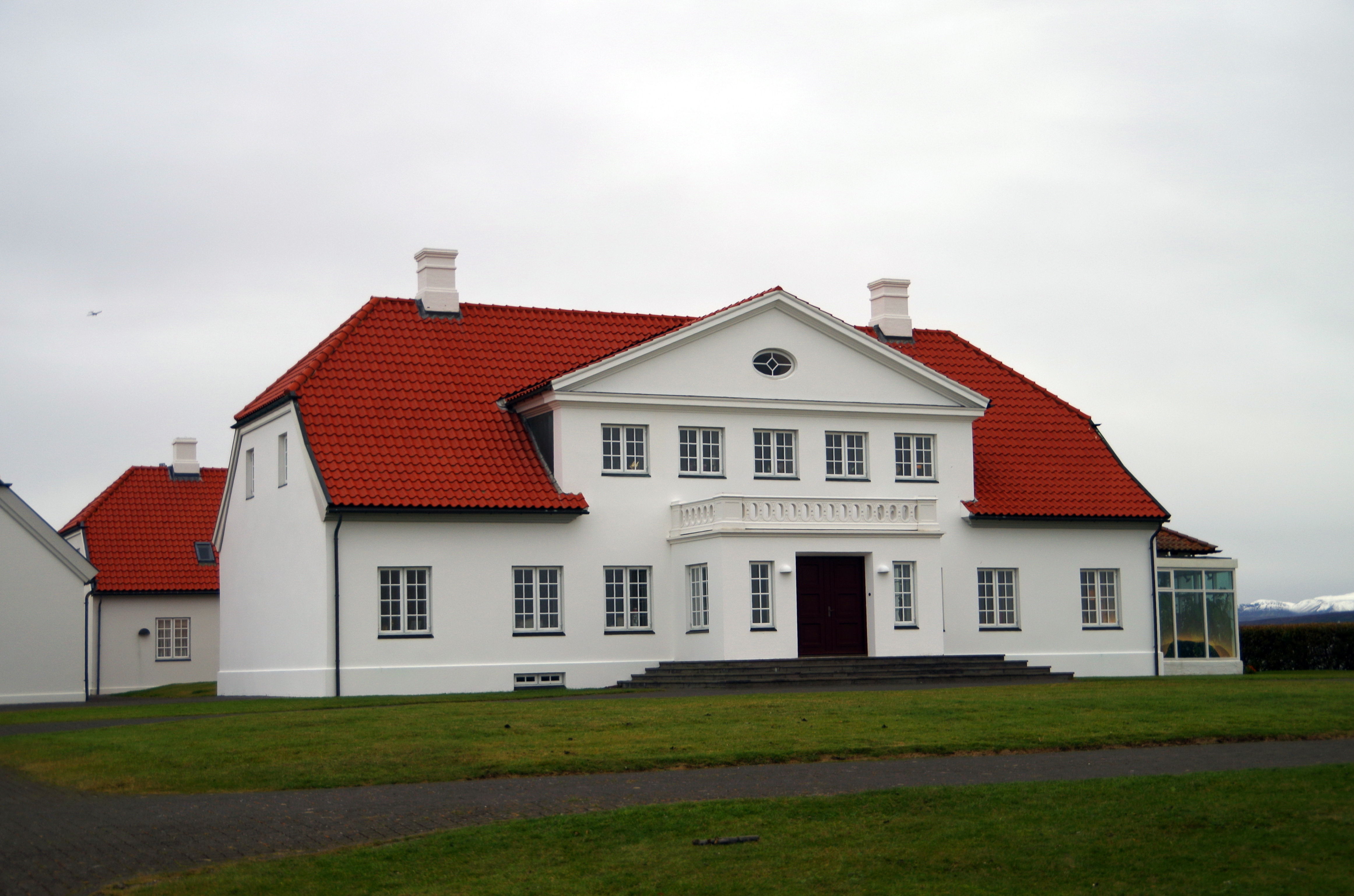
Bessastaðir (2015).

Erste Erwähnungen von Bessastaðir finden sich in der Íslendinga saga, wobei erwähnt wird, dass der Grund Snorri Sturluson gehört hätte.
Schon 1241, sofort nach Snorris Tod, gelangte der Besitz in das Eigentum des Königs von Norwegen und blieb in königlichem Besitz nach 1380, als Island Dänemark zugeschlagen wurde, und bis in die Neuzeit bis zum Ende des 18. Jahrhunderts. Während dieser Zeit befand sich hier der Sitz des königlichen Gouverneurs, der etwa 1627, während des Türkenüberfalls, von hier aus die Verteidigung des Landes organisierte.
Danach wurde dort die erste Lateinschule des Landes eingerichtet, die aber später nach Reykjavík verlegt wurde. Es folgten wechselnde Besitzer, darunter der Dichter Grímur Thomsen. 1941 ging der Besitz an den Staat Island, der ihn ab 1944 als Wohn- und neben einem Stadthaus auch als Amtssitz des jeweiligen Staatspräsidenten nützte.

### Hof Eyvindarstaðir
Auf dem Hof Eyvindarstaðir in Álftanes wuchs in der ersten Mitte des 19. Jahrhunderts der Dichter und Naturwissenschaftler Benedikt Gröndal (1826–1907) auf.

### Entstehung der Gemeinde Álftanes
Die Gemeinde entstand im Jahre 1878, als die Gemeinde Álftaneshreppur in die beiden Gemeinden Garðahreppur (heute Garðabær) und Bessastaðahreppur geteilt wurde. Bessastaðahreppur wurde 2004 in Sveitarfélagið Álftanes umbenannt. Seit 1. Januar 2013 ist Álftanes Teil der Stadt Garðabær.

## Persönlichkeiten
- Jón Helgason (1866–1942), Theologe, achter Bischof von Island

## Städtepartnerschaften
In Island existieren auch Städtepartnerschaften innerhalb des eigenen Landes.
- Snæfellsbær[8]
- Gjøvik, Norwegen
- Næstved, Dänemark
- Gävle, Schweden
- Rauma, Finnland